# Putten (golf)

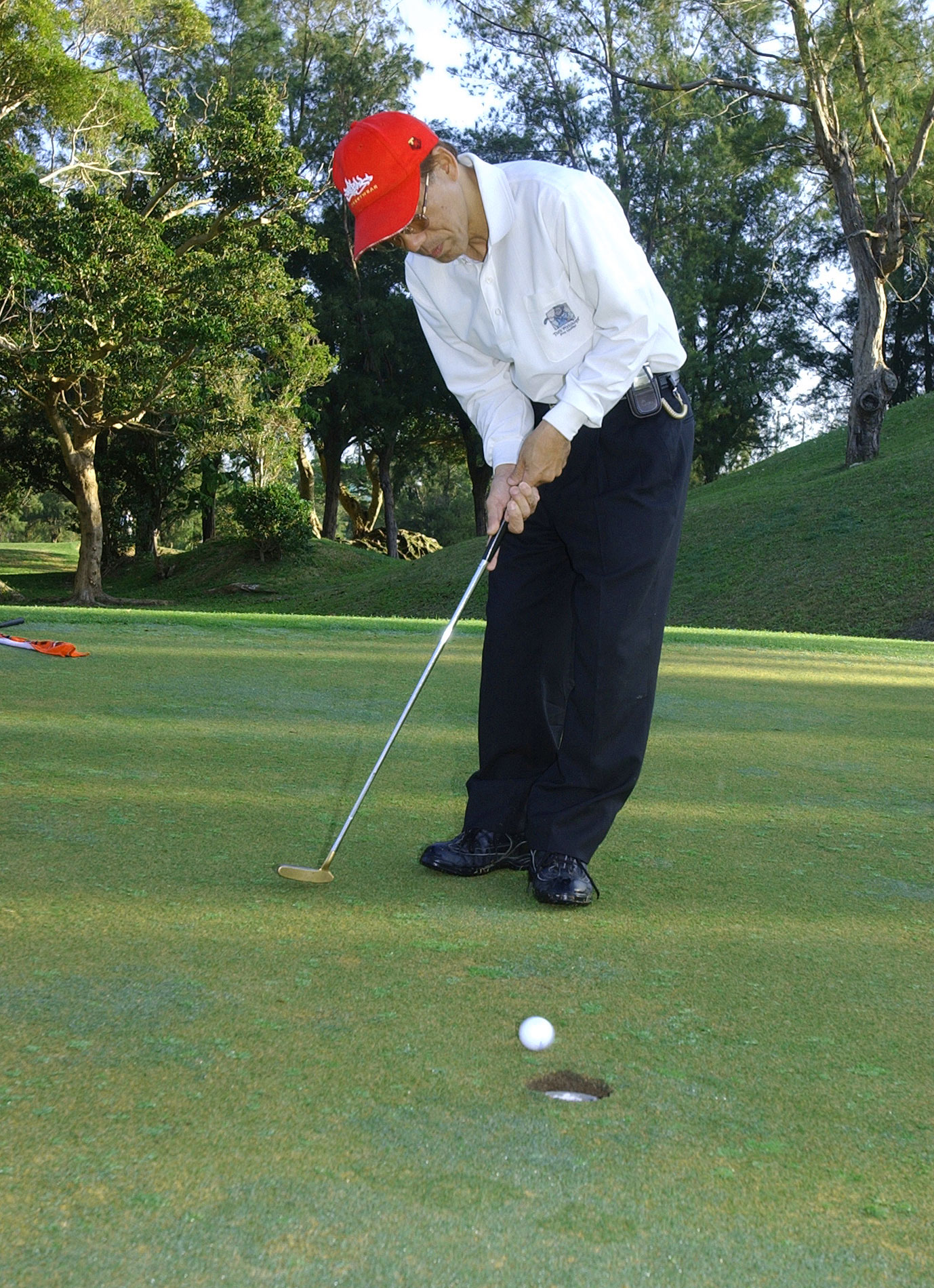
Een gewone putter

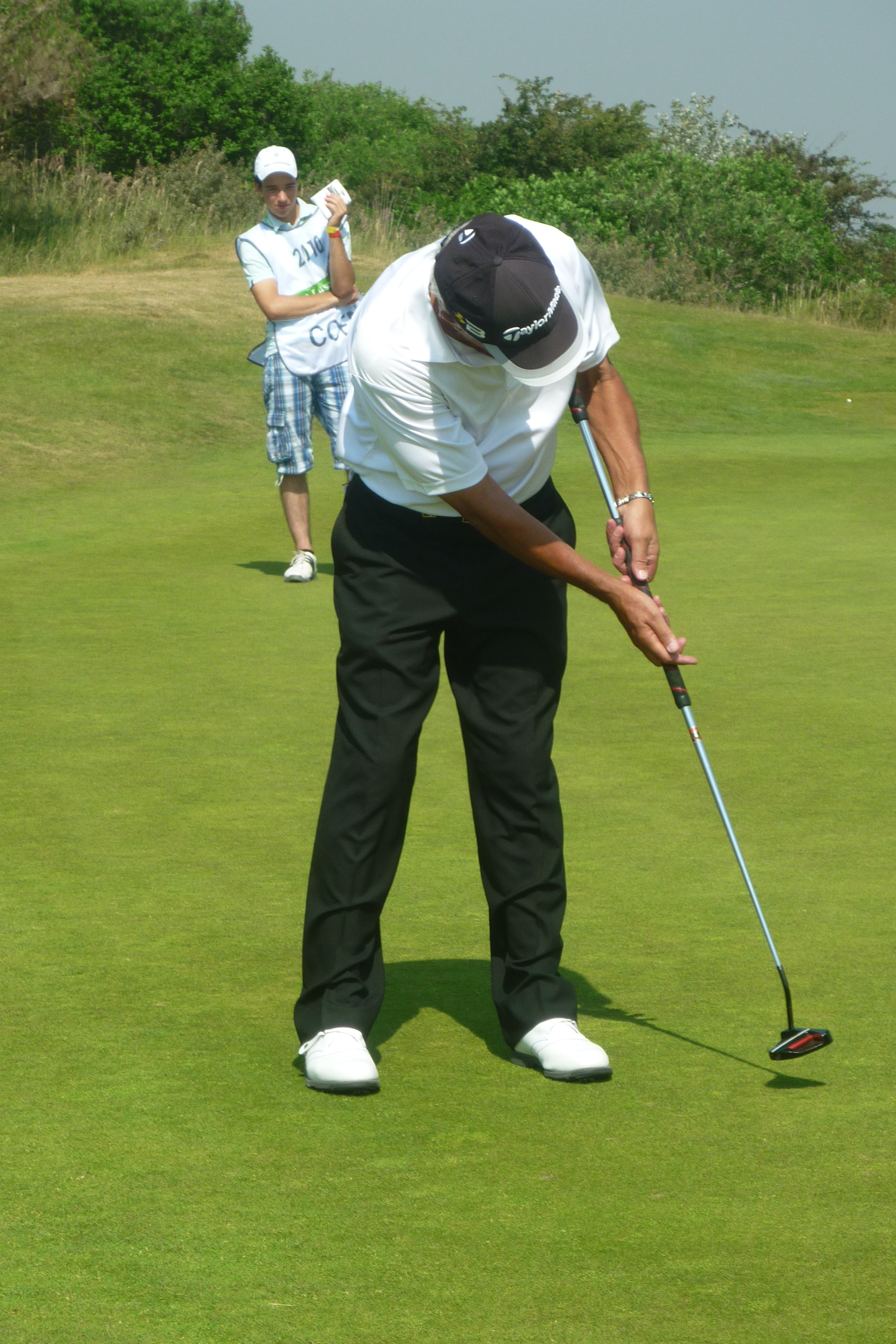
Carbonetti met lange putter

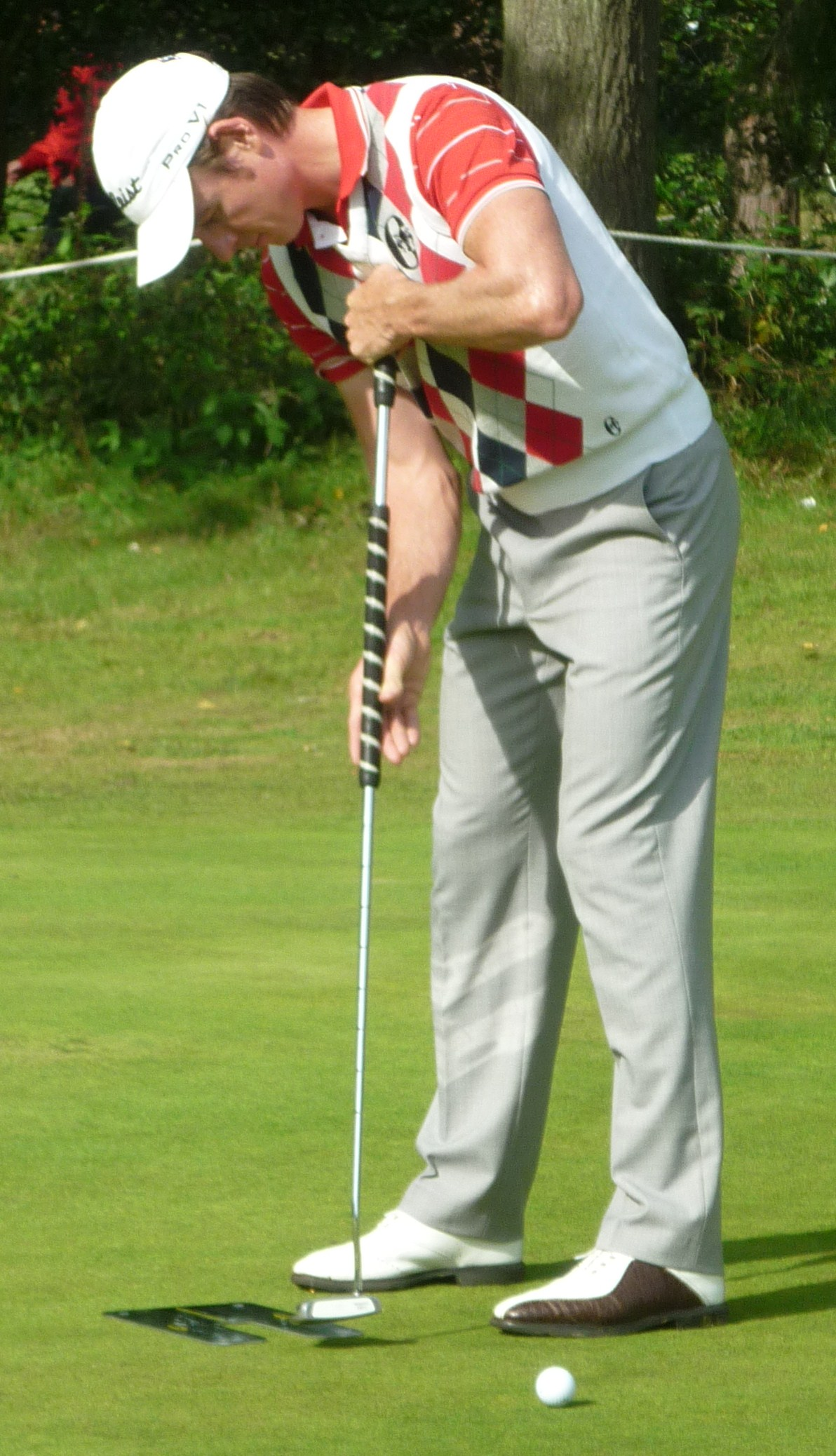
Rumford met lange putter

Het putten is een term uit de golfsport. 
Met de putt wordt de slag bedoeld die gedaan wordt op (of direct naast) de green naar de hole. Om te putten gebruikt de speler een speciale club: de putter. Deze heeft een bijna verticaal slagvlak waardoor de bal de hele afstand rollend aflegt. Essentieel voor succes is het "lezen" van de green (hoe lopen de welvingen) en de kracht van de slag.

## Regels
De belangrijkste regels op de green zijn:
- Als de speler een bal speelt die al op de green ligt, mag de bal de vlag niet raken als de bal in de hole gaat of ergens op de grond ligt. (Bij de regelhervorming van 2019 geen strafslagen meer, de vlag mag geraakt worden). Veelal zal een medespeler of caddie de 'vlag bewaken', dan houdt hij de vlag vast en trekt hem uit de hole voordat de bal erin gaat. Het blijft echter de verantwoordelijkheid van de speler dat dit op tijd gebeurt, het gebeurt weleens dat de vlag vastzit. Soms wordt de vlag uit de hole gehaald voordat de speler de bal speelt.
- Als de bal op de green ligt, mag de speler hem merken en schoonmaken alvorens de bal te putten.
- Als de speler een bal speelt die al op de green ligt, mag hij niet de bal van een andere speler raken. Dat kost een strafslag en de andere speler moet zijn bal terugleggen.
- Een speler mag zijn medespeler vragen zijn bal te merken en op te nemen voordat hij speelt, ook als de bal hem niet in de weg ligt.

## Woordgebruik
- Een putt maken: de bal met een putter in de hole slaan
- Iemand heeft een 3-putt gemaakt: drie keer een putt gemaakt voordat de bal in de hole verdween
- Een downhill putt: hierbij gaat de bal heuvelafwaarts

## Putten is belangrijk
In het algemeen hoort een speler niet meer dan twee putts nodig te hebben per green, maar minder is altijd beter. 
Als een speler 18 holes speelt, zal hij 36 slagen nodig hebben voor het putten. Een scratch golfer, die handicap nul heeft, hoort op een par-72-baan over zijn ronde 72 slagen te doen. Daarvan wordt dus de helft besteed aan het putten.
Een verre bal vanaf de tee slaan is vooral voor beginnende spelers een kick, daar wordt op de driving range hard op geoefend, maar met beter putten kan iedere speler zijn handicap verlagen.

## Lange putter
De Australische speler Peter Senior heeft voor het eerst een verlengde putter gebruikt. In het Engels wordt die soms een 'broomstick' (bezemsteel) genoemd, en deze komt tot het borstbeen van de speler. Er bestaat ook een iets kortere lange putter, die de bellyputter wordt genoemd.
Een lange putter wordt zover verlengd dat de bovenkant van de grip ongeveer tot het midden van het borstbeen komt. Niet lang nadat Senior dit bedacht had is Bernhard Langer een verlengde putter gaan gebruiken. Andere bekende spelers die nu een lange putter gebruiken zijn Desvonde Botes, Horacio Carbonetti, Jan Dorrestein, Denis Durnian, Domingo Hospital, Carl Mason, Brett Rumford en Kevin Spurgeon. 

Keegan Bradley is de eerste golfer die een Major met een lange putter won: het Amerikaanse PGA-kampioenschap in 2011. Sindsdien wonnen Ernie Els (Brits Open), Webb Simpson (US Open en Adam Scott (Masters) ook een Major met een verlengde putter.

## Verbod
Sinds de lange putter wordt gebruikt, is er een discussie gaande of hij wel mag worden gebruikt. In mei 2013 werd bekendgemaakt door de R&A dat vanaf 1 januari 2016 de verlengde putter niet meer mag worden gebruikt.